# Baptodoris perezi
Baptodoris perezi é uma espécie de molusco pertencente à família Discodorididae.
A autoridade científica da espécie é Llera & Ortea in Ortea, Perez & Llera, tendo sido descrita no ano de 1982.
Trata-se de uma espécie presente no território português, incluindo a zona económica exclusiva.